# Rhona Hoffman Gallery
Rhona Hoffman Gallery je galerie v Chicagu. Specializuje se na mezinárodní současné umění napříč médii. Otevřena byla v roce 1976 pod názvem Young Hoffman Gallery a spolu s Rhonou Hoffmanovou ji tehdy vedl Donald Young. Young se v roce 1983 oddělil. V průběhu let zde svá díla vystavovali například Cindy Shermanová, Richard Tuttle, Jenny Holzerová a Leon Golub. Galerie byla několikrát v rámci Chicaga přestěhována. Napříkladz oblasti West Loop byla nucena se přestěhovat kvůli stoupajícím cenám nájemného.